# Louka (district de Blansko)
Pour les articles homonymes, voir Louka.
Louka (en allemand : Lauka) est une commune du district de Blansko, dans la région de Moravie-du-Sud, en République tchèque. Sa population s'élevait à 63 habitants en 2020.

## Géographie
Louka se trouve à 4 km au sud d'Olešnice, à 25 km au nord-ouest de Blansko, à 40 km au nord-nord-ouest de Brno et à 156 km à l'est-sud-est de Prague.
La commune est limitée par Křtěnov et Crhov au nord, par Rozsíčka et Rozseč nad Kunštátem à l'est, par Tasovice et Hodonín au sud, et par Prosetín à l'ouest.

## Histoire
La première mention écrite de la localité date de 1360.